# 洛雷
洛雷（法語：Loré）是法国奥恩省的一个旧市镇，位于该省西南部，属于阿朗松区。该市镇总面积6.34平方公里，2009年时的人口为153人。
洛雷已于2016年1月1日起和相邻的另外6个市镇合并成为"瑞维尼-瓦勒当代讷"（Juvigny Val d'Andaine）。

## 人口
洛雷人口变化图示